# انیماترونیک
انیماترونیک (به انگلیسی: Animatronics)، دانش و فناوری ساخت مدل‌های متحرک موجودات و اشیاء، به شکل طبیعی یا فانتزی آن‌ها است. انیماترونیک فصل مشترک دانش مهندسی و هنر بوده و از ترکیب مکاترونیک و هنر تشکیل شده‌است و اگر رباتیک را محصول شاخص مکاترونیک بدانیم، شاید در تعریفی ساده‌تر بتوان انیماترونیک را ساخت ربات‌هایی به شکل انسان، جانوران یا موجودات تخیلی دانست. امروزه واژه‌هایی نظیر «حیوانات رباتیک» یا «جانوران رباتیک» بسیار رایج هستند؛ اما اگر منظور از این اصطلاحات، اشاره به محصولات انیماترونیک باشد، در این صورت اصطلاح درست این واژه‌ها، «حیوانات انیماترونیک» یا «جانوران انیماترونیک» می‌باشد.
اگرچه در مباحث مهندسی و حوزه‌های فناوری، عبارت‌ها و اصطلاحاتی نظیر «ربات‌های اندروید» (که به مدل‌های رباتی انسان گفته می‌شود) یا ربات‌های بایومورفیک (که به ربات‌های الهام گرفته از حشرات و جانوران یا شباهت داده شده به آن‌ها گفته می‌شود) رایج است، ولی به نظر می‌رسد این نوع از فعالیت‌ها می‌توانند زیر چتر جامع انیماترونیک قرار گرفته و حتی زیر شاخه آن محسوب شوند.
ساختار یک سیستم انیماترونیکی، بیشتر شبیه به پیکربندی بدن انسان و جانوران است و در مجموع از سه بخش تشکیل می‌گردد:
1. بخش مواد و حرکت (که به نوعی مکانیک سیستم محسوب می‌شود و به مواد به کار رفته در ساخت اجزای داخلی و خارجی و همچنین انواع محرکه‌ها، روش‌های انتقال قدرت، تبدیل حرکت‌ها و مکانیزم‌های مکانیکی، اختصاص دارد)
2. بخش حس و تشخیص (این بخش که حسگری نیز نامیده می‌شود، مربوط به استفاده از انواع حسگرهای مکانیکی و الکترونیکی در یک محصول انیماترونیک است)
3. بخش کنترل و هدایت (این بخش که به نوعی مغز سیستم محسوب می‌شود و وظیفهٔ دریافت اطلاعات از بخش حسگری، پردازش اطلاعات و ارسال فرمان به بخش مکانیک را برعهده دارد)

انیماترونیک یک فعالیت میان رشته‌ای است و یک محصول انیماترونیک، حداقل از ۱۰ رشته صنعتی و هنری شامل مهندسیهای مکانیک، الکترونیک، کامپیوتر، کنترل، شیمی، و نیز هنرهای طراحی، مجسمه‌سازی، نقاشی، خیاطی و صداگذاری (دوبله) تشکیل می‌شود.
محصولات انیماترونیک عمدتاً در صنعت سینمای حرفه‌ای (جلوه‌های ویژه)، مراکز تفریحی و گردشگری، پارک‌های موضوعی (نظیر پارک‌های ژوراسیک یا باغ وحش‌های رباتیک)، موزه‌های علوم و حیات وحش، آموزش پزشکی و دندان پزشکی و تبلیغات تجاری استفاده می‌شود.

## واژه‌شناسی
واژهٔ انیماترونیکس (Animatronics) یا به عبارتی انیماترونیک، ترکیبی از دو کلمه انیمیشن (Animation) و الکترونیک (Electronic) بوده و از اجتماع بخشی از حروف این دو کلمه یعنی Anima وtronic شکل گرفته‌است.
لغت انیماترونیک برگرفته از عبارت " audio-animatronics " است که دراوایل دهه ۱۹۶۰ برای تشریح و توصیف مدل‌های حرکتی مستقر در پارک "دیزنی لند Disneyland" که توسط شرکت والت دیزنی ایجاد شده بود، استفاده می‌شد.